# المیرا شریفی مقدم
المیرا شریفی مقدم (زادهٔ ۱۸ خرداد ۱۳۶۰) گوینده اخبار و مجری اهل ایران است که در شبکهٔ خبر و شبکهٔ دو فعالیت می‌کند.

## زندگی
المیرا شریفی مقدم گوینده، زادهٔ ۱۸ خرداد ۱۳۶۰ در تبریز و دارای لیسانس رشتهٔ میکروبیولوژی دانشگاه آزاد و دانشجوی کارشناسی ارشد علوم ارتباطات است. همسر او داوود عابدی، مجری سابق شبکه خبر است که از کار در صدا و سیما استعفا داد.

## شبکه‌های اجتماعی
وی در شبکه‌های اجتماعی فعال است و برخی مطالب منتشر شده توسط وی در رسانه‌های کشور بازتاب داشته از جمله روایتی که وی دربارهٔ قتل پدرش در سال ۱۳۷۲ منتشر کرد.

### ماجرای کشته شدن پدر
به گزارش خبر آنلاین، المیرا شریفی‌مقدم که چند سال پیش برای نخستین بار از ماجرای قتل پدرش، پرده برداشت، بار دیگر به مناسبت سالگرد این واقعه، خاطرهٔ خود از آن شب را نوشت.
شریفی‌مقدم با انتشار عکسی از خود در آغوش پدرش نوشت: «ساعت پنج و بیست و پنج دقیقه عصر نوزدهم دی هفتاد و دو، من و برادرم منتظریم که پدرو مادرمون برگردند خونه، صدای کمک می‌یاد! دوباره کمک! با سومین کلمه کمک، صدای بابام رو شناختم. جلوی ورودی خونه حمله می‌کنند برای سرقت کیفش و وقتی مقاومت می‌کنه، به قتل می‌رسه. بیست و پنج سال گذشته و دو نفر قاتل هنوز پیدا نشده‌اند. هرچقدر بزرگتر می‌شم، اون شب وحشتناک پررنگتر درنظرم دیده می‌شه.»